# 齐泰辰
齐泰辰（1905年—1978年5月18日），又名太辰，字拱之。

## 生平
1923年毕业于昌图县立师范学校。
1946年秋，加入国民党。
1951年当选为四平市人民政府委员。
1952年由中央人民政府任命为辽西省人民政府委员。
1952年东北人民政府教育部召开齐泰辰教学小组教学观场会。
1954年2月，辽西省第二届先进教育工作者表彰大会授予“齐泰辰先进教学小组”称号。
1969年下放舒兰县插队。
1976年彻底平反。
终年73岁。

## 家庭
- 大女儿齐美庸
- 二女儿齐辉
- 三女儿齐达
- 四女儿齐笑奢
- 长子齐东旭